# (58295) 1994 JJ9
(58295) 1994 JJ9 — астероїд головного поясу, відкритий 15 травня 1994 року.
Тіссеранів параметр щодо Юпітера — 3,311.